# Галмудуг
Галмудуг је држава у саставу федералне Сомалије. Главни град државе је Јужни Галкајо. Име државе је настало као кованица састављена од делова назива два сомалска региона чији се делови налазе у саставу Галмудуга - Галкајо и Мудуг. Држава Галмудуг је формирана 2006. године и првобитно је била потпуно самостална, да би се 2009. године прикључила федералној влади Сомалије као једна од федералних јединица. Обала Галмудуга је једно од уточишта сомалских пирата.